# Cookův záliv
Cookův záliv (anglicky Cook Inlet) je dlouhá zátoka nálevkovitého tvaru, vybíhající z Aljašského  zálivu v severní oblasti Tichého oceánu. Na pobřeží Cookova zálivu se nachází nejvýznamnější oblast osídlení na Aljašce včetně jejího největšího města Anchorage.

## Geografie
Cookův záliv se oblastí s vysokou vulkanickou a seismickou aktivitou. Nachází se zde mnoho aktivních vulkánů, např. Augustine, který tvoří samostatný ostrov uprostřed zálivu. Mezi další vulkány patří Mount Redoubt.
Oblast okolo zálivu je nejvýznamnější oblastí osídlení na Aljašce, protože se zde nachází rozsáhlejší nížiny chráněné kolem dokola řetězcem hor, což jednak brání přísunu chladného vzduchu ze severu, jednak příliš vysokým srážkovým úhrnům jako na pobřeží dále na jih.
Vyskytuje se zde přílivová vlna.

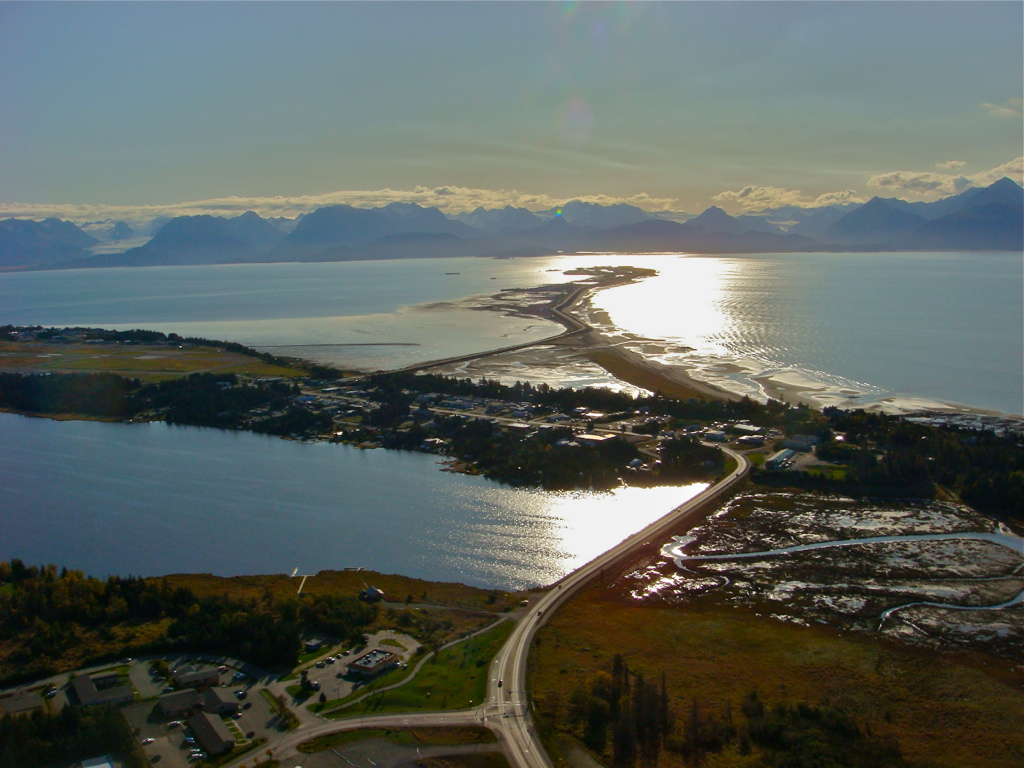
Homerská kosa (Homer Spit), oddělující zátoku Kachemak Bay od hlavní části Cookova zálivu

Na konci se Cookův záliv rozvětvuje na dvě ramena:
- Knik Arm - nachází se u něho město Anchorage. Existují plány přes něj postavit most, protože Anchorage se nachází na poloostrově stísněném vysokými horami. Proti plánu postavit "Knik Arm Bridge" ale vystupují i oponenti, podle kterých není potřeba, protože na opačné straně Knik Arm zatím nic není. Proto most v současné době zatím nebyl postaven.
- Turnagain Arm - toto rameno se tak jmenuje proto, že James Cook hledal severozápadní průjezd, a vyslal Williama Bligha, aby zjistil, zda některé ze dvou ramen skutečně není oním průjezdem. Blighova výprava se vydala po Knik Arm, ale narazili jen na ústí řeky. Posléze výpravu zopakovali i na druhém ramenu, a protože se museli podruhé otočit, nazvali ho Turnagain River (z anglického turn again - znovu se otočit).

## Historie
Oblast zálivu byla původně obývána indiány kmene Dena'ina (na rozdíl od zbytku pobřeží Aljašky, které je obývané buď Eskymáky nebo Aleuty mluvícími Eskymácko-aleutskými jazyky, nikoli indiány). Prvními evropskými návštěvníky byli ruští trapeři. Dalším návštěvníkem byl v roce 1778 James Cook na své třetí výpravě, který tu marně hledal severozápadní průjezd. Cook také sestavil první mapu této oblasti z map, které mu dodal ruský navigátor Gerasim Izmajlov ve městě Unalaska, a z vlastních mapovacích prací. George Vancouver, který záliv navštívil v roce 1794, ho pak pojmenoval na Cookovu počest.
V důsledku velkého aljašského zemětřesení v roce 1964 se oblast kolem horní části Turnagain Arm propadla až o 2,4 metru a došlo k zaplavení slanou vodou, okolní vesnice Girdwood a Portage musely být opuštěny. Došlo také k poklesu asi 30 km Sewardovy dálnice pod hranici přílivu, takže musela být opravena a vyvýšena.